# Andrei Alexejewitsch Schegalow
Andrei Alexejewitsch Schegalow (russisch Андрей Алексеевич Жегалов; * 27. Mai 1964 in Taschkent, Sowjetunion; † 25. Januar 2007 in Moskau, Russland) war ein russischer Kameramann.
Schegalow absolvierte seine Ausbildung als Kameramann bei Alexander Galperin Anfang der 1990er Jahre und arbeitete anschließend für Lenfilm. Bereits drei Jahre später konnte er einen Wettbewerb der Lenfilm im Bereich professionelle Bildführung gewinnen, der sogleich seinen Durchbruch als Kameramann bedeutete. Sein Debüt gab er 1994 in Alexei Balabanows Schloß (Замок). Es folgten Filmaufgaben, für die er im weiteren Lauf seiner Karriere mit Preisen ausgezeichnet wurde, wie beispielsweise Kukushka – Der Kuckuck (2002). Für diesen Film wurde er mit dem Staatspreis der Russischen Föderation auf dem Gebiet der Literatur und der Kunst gewürdigt.
Schegalow galt als einer der renommiertesten Kameramänner in Russland, als er 42-jährig an den Folgen eines Herzleidens in einem Moskauer Krankenhaus starb.

## Filmografie (Auswahl)
- 1995: Die Besonderheiten der russischen Jagd (Ossobenosti nazionalnoi ochoty, Особенности национальной охоты)
- 2002: Kukuschka – Der Kuckuck (Kukushka, Кукушка)
- 2002: Red Serpent
- 2006: Ostrov – The Island (Ostrow, Остров)